# Battle Mountain
Battle Mountain város az USA Nevada államában, Lander megyében, melynek megyeszékhelye is. Lakosainak száma 3705 fő (2020. április 1.).

## Népesség
A település népességének változása:

| 2010 | 3 635 |
| 2020 | 3 705 |